# زانگرهاوزن ۹۸۱۹
سیارک ۹۸۱۹ (به انگلیسی: 9819 Sangerhausen، نامگذاری:2172T-1) نه هزار و هشتصد و نوزدهمین سیارک کشف شده‌است که در ۲۵ مارس ۱۹۷۱ کشف شد.
قدر مطلق سیارک برابر ۱۲.۹ است.